# Подразделение (военное дело)

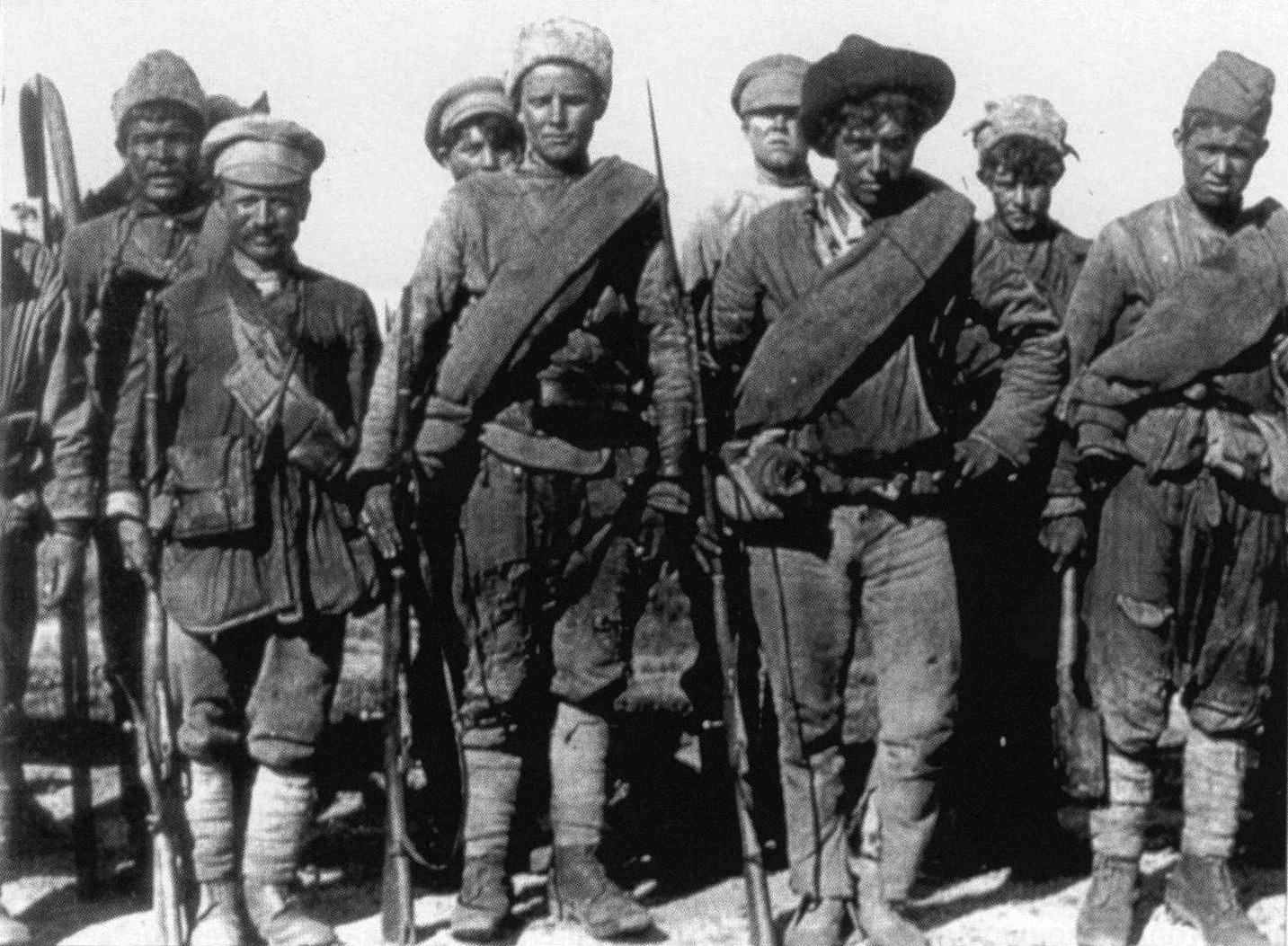
Подразделение белой армии Колчака в строю, лето 1919 год.

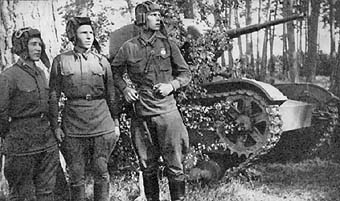
Экипаж танка Т-26

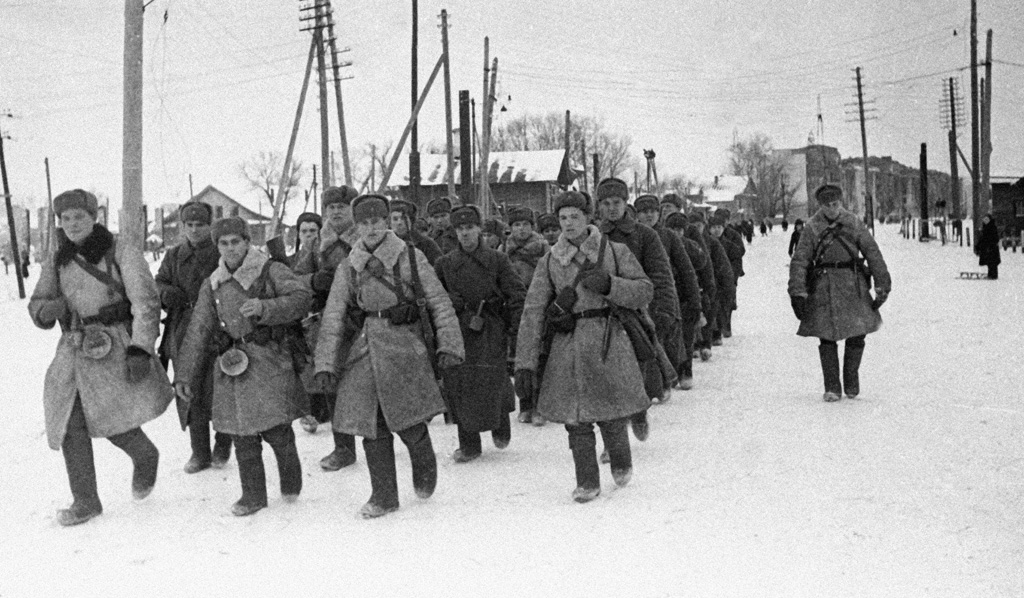
Подразделение пехотинцев на марше, СССР, Калинин, 26 декабря 1941 год.

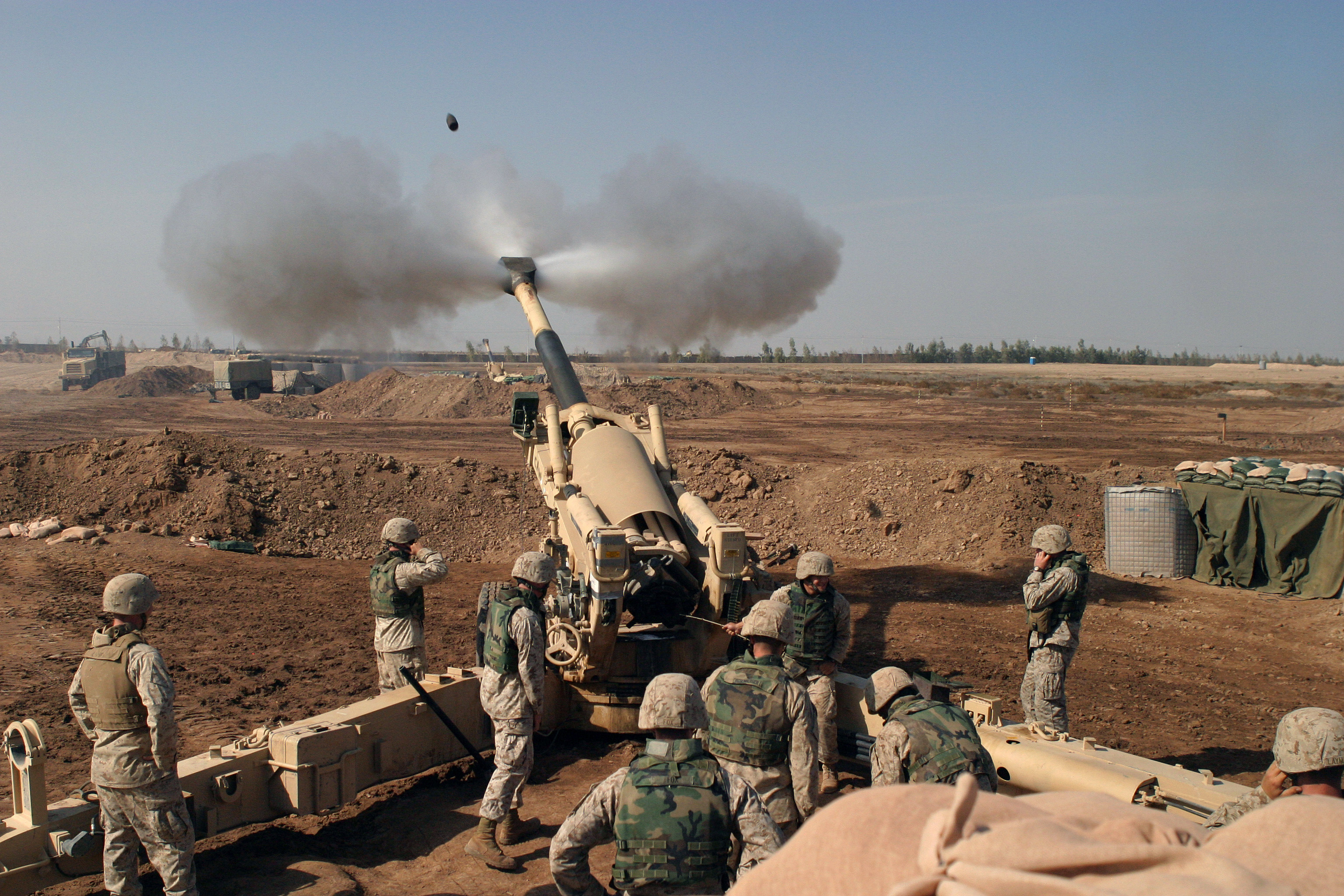
Расчёт орудия (Орудийный расчёт) (155-мм гаубица М-198, 4-й батальон морской пехоты ВС США, Фаллуджа, Ирак, 11 ноября 2004 года.

Подразделение — термин в военном деле, который может иметь два значения:
1. воинское формирование имеющее как правило постоянную организацию и однородный состав, входящее в более крупные подразделения или в воинскую часть;
2. общее наименование структурной единицы органа управления, воинской части, военного учреждения (заведения) в целях сохранения военной тайны и краткости обозначения.

## Воинское формирование
Воинское формирование, которое содержится согласно установленному штату и, как правило, имеет постоянную организацию и однородный состав. Такие формирования имеются во всех родах войск (сил) видов вооружённых сил, отдельных родах войск (сил), специальных войсках.
Подразделения входят в состав более крупных подразделений либо в состав воинских частей. К подразделениям относятся: 
- батальон, дивизион;
- рота, батарея, эскадрилья;
- звено, боевая часть корабля;
- взвод, группа, башня[4];
- отделение;
- расчёт;
- экипаж;
- и так далее.

Организационная структура подразделения и его характеристики (численность личного состава, вооружение, военной техники, имущества и так далее) определяются штатами и табелями и зависят от функционального предназначения формирования.
На современном этапе в большинстве сухопутных войск, военно-воздушных сил и военно-морских сил принята троичная организация, где в составе каждого подразделения имеется три однотипных подразделения нижестоящего уровня. К примеру: три мотострелковых отделения составляют мотострелковый взвод; три мотострелковых взвода составляют мотострелковую роту; три мотострелковые роты составляют мотострелковый батальон.
Подразделение возглавляется командиром из числа старшего или младшего офицерского состава, прапорщиков и сержантов.
Выполнение боевых задач подразделением происходит во взаимодействии с другими подразделениями. Допускается в некоторых случаях в течение определённого времени выполнение боевой задачи самостоятельно одним подразделением (охранение, разведка, патрулирование и так далее).

## Общее наименование структурной единицы
Для структурных единиц органов управления, воинской части, военного учреждения (заведения), в целях краткости обозначения и сохранения в тайне его организационной структуры, применяется термин «подразделение».
В данном контексте под термином «подразделение» понимаются:
- в штабе либо ином органе управления — отделы и отделения;
- в воинской части — батальоны/дивизионы, отдельные роты и батареи, отдельные взвода;
- в военно-учебном заведении — учебные, учебно-научные, научные подразделения; подразделение слушателей; подразделение курсантов; подразделение послевузовского образования (адъюнктура, докторантура); подразделение обучения.

На практике применение наименования выглядит так (примеры):
- 2-й мотострелковый батальон → подразделение + указание воинского звания и фамилии командира батальона;
- инженерно-сапёрная рота → подразделение + указание воинского звания и фамилии командира роты;
- топографический отдел штаба дивизии → подразделение + указание воинского звания и фамилии начальника отдела.